# Orlando Voorn
Orlando Voorn (25 april 1968) is een Nederlandse producer van technomuziek. Hij werkt onder zijn eigen naam maar hanteert ook diverse pseudoniemen. Voorn is een groot aanhanger van het geluid uit Detroit en verhuist daar in 2003 naartoe om samen te werken met Underground Resistance. Hij is vooral bekend om platen als Solid Session (1991) van Format #1 en In Da Jungle (1996) van Playboy.

## Biografie
Orlando Voorn begint als dj in de vroege jaren tachtig in de hiphopscene onder de naam DJ Fix. Hij doet geregeld mee aan diverse mixkampioenschappen. In 1986 wint hij de kampioenschappen van DMC. Hij is vanaf 1986 ook een tijd als dj betrokken bij de liveact van het populaire rapduo MC Miker G & DJ Sven, waarmee hij de wereld over reist. In 1988 richt hij het kortstondig bestaande rapgroepje Fixomatic op. Dit groepje zal slechts één single uitbrengen. Ook verzorgt hij de scratches op de Rutger Kroese-productie Pick Up the Pieces van Tony Scott en produceert hij de single Olympic Rap Jam van de rapgroep Born Free MC.
Met de opkomst van de dancescene in Nederland komt rond 1990 het zwaartepunt van Orlando Voorn te liggen bij techno. Onder diverse namen brengt hij singles uit, waaronder The Nighttripper, Frequency, Baruka, Fix en The Stalker. Hij maakt daarbij geregeld uitstapjes naar andere genres zoals house en hardcore. Voorn werkt in 1991 ook samen met Abraxas als Designer loops. Samen maken ze de EP Advanced House For Purists. Veel indruk maakt hij met het nummer Solid Session van Format dat op de ep #1 staat.. Het nummer levert zelfs een samenwerking op met de Amerikaanse producer Blake Baxter. Wanneer Baxter in de RoXY staat en het nummer draait, komt Orlando hem erop wijzen dat hij het nummer heeft gemaakt. Baxter is onder de indruk en samen starten ze het project Ghetto Brothers en brengen ze in 1994 twee ep's uit onder de naam Mastercuts. Een ander succes is Flash van Fix, dat gebaseerd is op een sample van Hydraulic Pump van P-Funk All Stars, een project van George Clinton.  De single verschijnt op het KMS-label van Kevin Saunderson omdat hij op het moment van release in Detroit is voor een samenwerking met Baxter. In 1996 heeft hij opnieuw succes in de clubs met de tribaltechnotrack In Da Jungle onder de naam Playboy. Veel vroege tracks worden verzameld op Night Vision. Datzelfde jaar brengt hij het album Room service onder de naam The Living Room uit. Hierop staat techno die minder op de dansvloer gericht was en een brug zoekt met de Intelligent Dance Music. In 1997 richt hij het label Slamdunk op. In 1999 verschijnen weer twee albums. Redeye onder zijn eigen naam en The Riderman als The Stalker. De trancegolf van 1999, en de daarbij horende wensen van platenlabels, staan hem zodanig tegen dat hij een tijdlang weinig met dance bezig is.
Sinds omstreeks 2003 woont Voorn in de Verenigde Staten. Een wens die hij al langer heeft, maar door zijn gezin niet kon uitvoeren. Als hij in een scheiding terecht komt, besluit hij het erop te wagen en verlaat Nederland. Hij vestigt zich in Detroit, de stad waar techno zijn oorsprong vond. Hier begint hij weer met het produceren van techno. Hier richtte hij het label Ignitor op. Ook vindt hij aansluiting bij het collectief Underground Resistance. Later verhuist hij naar Seattle. Als dj zakt zijn populariteit in. Hij draait een lange tijd weinig in Nederland, en een matig optreden op Awakenings, komt hem op de nodige hoon te staan. Hij woont later nog een tijd in Nederland om het aantal boekingen weer omhoog te krikken, maar dat maakt weinig verschil, waarvoor hij weer naar de VS vertrekt. Daarna draait hij vooral op kleinere gelegenheden, hoewel hij in 2015 en 2019 wel op het Amsterdam Dance Event staat.
In 2013 brengt hij weer twee albums uit. Onder zijn eigen naam verschijnt Divine Intervention en met Armchair Education blies hij zijn alter ego The Living Room nieuw leven in. De zomer van 2014 werd er weer een album uitgebracht. Black Diamond kreeg positieve kritiek. Daarna verschijnen er nog diverse albums met techno. In 2017 werkt hij samen met Juan Atkins aan het album Mind Merge. Hiervoor stoft hij zijn Frequency alias weer af. Het album Collabs 001 (2019) bestaat uit samenwerkingen met diverse underground-producers van een nieuwere generatie.
In de periode van 2020 tot 2022 produceert Orlando in hoog tempo een aantal albums. Achtereenvolgens verschijnen Moments In Magic 2020, The Master 2021, Star Travel 2021, Planet Odnalro 2022 en Blood Moon 2022.

## Selecte discografie

### Albums
- Nightvision - 1996
- The Living Room - Roomservice - 1996
- Redeye - 1999
- The Stalker - The Riderman - 1999
- Ignitor - 2007
- The Living Room - Armchair Education - 2013
- Divine Intervention - 2013
- Black Diamond - 2014
- In My World - 2016
- Divine Intervention V.2 2016
- Frequency vs. Juan Atkins - Mind Merge 2017
- Collabs 001 2018
- Unreleased Files 2019
- Moments In Magic 2020
- The Master 2021
- Star Travel 2021
- Planet Odnalro 2022
- Blood Moon 2022